# Сеанса једног кишног поподнева
Сеанса једног кишног поподнева (енгл. Séance on a Wet Afternoon) је британски криминалистички трилер из 1964. године, режисера и сценаристе Брајана Форбса, у коме главне улоге тумаче Ким Стенли, Ричард Атенборо, Нанет Њуман, Марк Иден и Патрик Маги. Заснован на истоименом роману Марка Макшејна, филм прати ментално нестабилну медијумку која убеђује свог мужа да киднапује једно дете како би потом помогла полицији да реши злочин и стекла славу захваљујући својим способностима. Ким Стенли је за улогу у овом филму била номинована за Оскара за најбољу глумицу.

## Радња
Мајра Савиџ је медијумка која одржава сеансе у свом дому. Њен муж Били, који због астме није у стању да ради и који је потпуно потчињен Мајриној доминантној личности, помаже јој током сеанси. Мајрин живот и њен посао медијума у великој мери су обележени односом са духом њеног сина Артура, који је умро при рођењу.
На Мајрино инсистирање, Били киднапује Аманду, младу ћерку богатог брачног пара, господина и госпође Клејтон, и затвара је у собу у кући Савиџових, док се Мајра представља као медицинска сестра како би преварила девојчицу да поверује да се налази у болници. Мајра тврди да само „позајмљује” девојчицу како би демонстрирала своје психичке способности полицији и помогла у њеном проналажењу. Иако траже откуп од 25.000 фунти, они планирају да новац врате заједно са девојчицом након што Мајра стекне славу као медијумка која је помогла у решавању случаја. Мајра посећује Клејтонове, представљајући се као професионални медијум и тврдећи да је сањала сан у ком се појавила њихова ћерка; господин Клејтон сумња у све ово, али његова супруга верује да Мајра можда нешто зна. Госпођа Клејтон потом долази на једну од Мајриних сеанси.
Након што Били сакрије Аманду, предосећајући (тачно) да ће полиција доћи у њихову кућу ради истраге, он прикупља новац за откуп, затим га закопава у башти пре него што Аманду врати у кућу. Међутим, девојчица има високу температуру и Били жели да доведе доктора, што Мајра жестоко одбија. Мајрин план почиње да пропада како се њено ментално здравље све више погоршава. Верујући да њен покојни син Артур жели да му се Аманда придружи, Мајра наређује Билију да је убије; он жели да одбије, схватајући да је његова супруга потпуно ван себе, али чини се да нема снаге воље да јој се супротстави. Он одводи Аманду у шуму и оставља је под једним дрветом; није јасно да ли је мртва или само у несвести.
Када полиција замоли Мајру да одржи сеансу како би им помогла да пронађу несталу девојчицу – као што је она и прижељкивала – она се током сеансе сломи и у стању као транса открива шта су она и Били урадили. Док се „транс” наставља, она осећа да девојчица ипак није убијена. Били затим полицији открива где је сакрио новац од откупа и признаје да је Аманду оставио онесвешћену на месту где ће је пронаћи извиђачи који кампују у близини – што је полицији већ познато – чиме се потврђује да је девојчица жива.

## Улоге
| Глумац          | Улога           |
| --------------- | --------------- |
| Ким Стенли      | Мајра Савиџ     |
| Ричард Атенборо | Били Савиџ      |
| Нанет Њуман     | госпођа Клејтон |
| Марк Иден       | Чарлс Клејтон   |
| Патрик Маги     | надзорник Волш  |
| Џералд Сим      | детектив Бидл   |
| Џудит Донер     | Аманда Клејтон  |